# جنگل دادیا

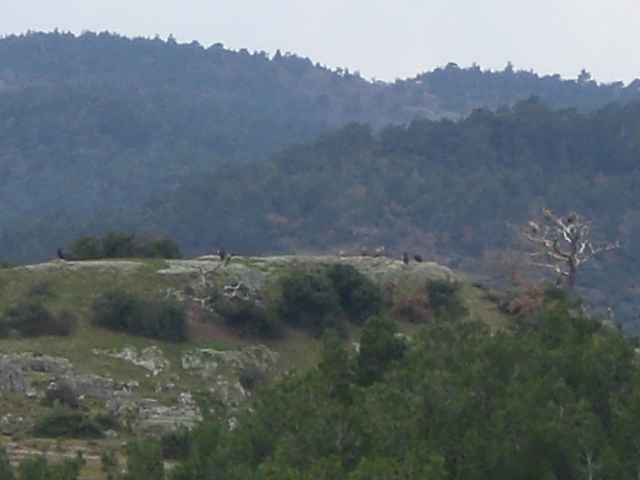
کرکس‌ها در جنگل دادیا

جنگل دادیا منطقه گسترده‌ای از جنگل های‌طبیعی در واحد منطقه‌ای اوروس در شمال شرقی یونان است. این جنگل بیشتر از درختان بلوط و کاج تشکیل شده‌است. این جنگل یکی از مهم‌ترین مناطق اروپا برای پرندگان شکاری و تنها جنگل در اروپا است که هر چهار گونه اروپایی کرکس در آن دیده می‌شود. این جنگل یک منطقه حفاظت‌شده کاملاً مدیریت شده به مساحت ۷٬۲۹۰ هکتار (۱۸٬۰۰۰ جریب فرنگی) است و سالانه حدود ۳۵۰۰۰ نفر از آن بازدید می‌کنند.

## جغرافیا
این جنگل در شمال شرقی یونان، در شمال شرقی الکساندروپولیس در نزدیکی مرز ترکیه، جایی که انتهای شرقی رشته‌کوه‌های ردوپه و عمدتاً خالی از سکنه و دست نخورده‌است. این منطقه یکی از تپه‌های نورد پوشیده از درخت به نام تپه‌های اوروس است که ارتفاع آن تا حدود ۸۰۰ متر (۲٬۶۰۰ فوت) است اما بدون هیچ قله مرتفعی ندارد. منطقه حفاظت شده مساحتی به وسعت ۷٬۲۹۰ هکتار (۱۸٬۰۰۰ جریب فرنگی) دارد که توسط یک منطقه حائل به ۲۸٬۰۰۰ هکتار (۶۹٬۰۰۰ جریب فرنگی) احاطه شده‌است. سنگ‌های زیرین آذرین هستند، برخی قلیایی و برخی دیگر اسیدی هستند. بیشتر منطقه جنگلی است، اما برخی جاها از بوته زارها، علفزارها تشکیل شده‌است. درختان جنگل عمدتاً از بلوط و کاج هستند و برخی از مناطق جنگلی اولیه و مناطق دیگر رشد ثانویه دارند.

## گیاهان

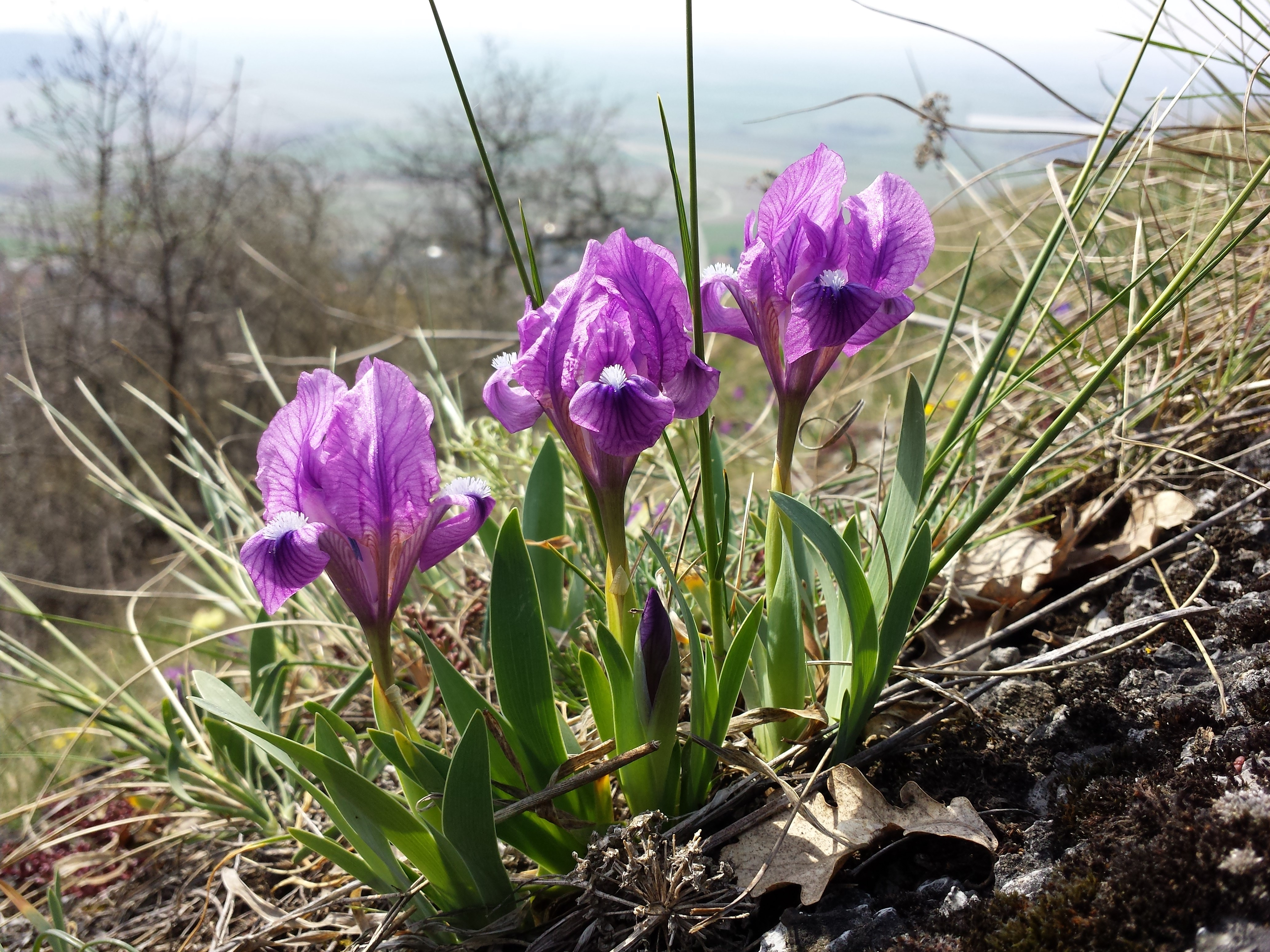
زنبق کوتوله

درختان چیره در جنگل دادیا عبارتند از کاج ایتالیایی، کاج سیاه و سه گونه از بلوط. از این میان گیاهان دیگر می‌توان به زغال‌اخته، درخت یر، لور، چوب‌استخوانی اروپایی، بارانک و درخت سقز اشاره کرد. گیاهان علفی و گیاهان پیازی در این جنگل شامل گل صدتومانی، ثعلبیان مختلف، زنبق کوتوله، لاله وحشی و سورنجان می‌شود.